# Tom Lister, Jr.
Thomas Duane "Tom" Lister, Jr. (født 24. juni 1958, død 10. december 2020) var en amerikansk skuespiller og ved lejligheder wrestler, kendt for sine roller som kvarterets bølle, Deebo, i filmen Friday og dens efterfølger (2000) og som præsident Lindberg i The Fifth Element. Han havde to korte optrædener i professionel wrestling, sammen med Hulk Hogan i the World Wrestling Federation (WWF) efter han optrådte som Zeus i filmen No Holds Barred (1989) og fortsatte den iscenesatte rivalisering med Hulk Hogan som Z-Gangsta i 1996, til World Championship Wrestling (WCW). Han var blind på sit højre øje.